# Ruisseau de Monty
Ruisseau de Monty är ett vattendrag i Belgien.   Det ligger i provinsen Liège och regionen Vallonien, i den östra delen av landet, 100 km öster om huvudstaden Bryssel.
Omgivningarna runt Ruisseau de Monty är en mosaik av jordbruksmark och naturlig växtlighet. Runt Ruisseau de Monty är det ganska tätbefolkat, med 239 invånare per kvadratkilometer.